# Dancourt-Popincourt

Wappen von Dancourt-Popincourt

Dancourt-Popincourt ist eine nordfranzösische Gemeinde mit 152 Einwohnern (Stand 1. Januar 2022) im Département Somme in der Region Hauts-de-France. Die Gemeinde liegt im Arrondissement Montdidier, ist Teil der Communauté de communes du Grand Roye und gehört zum Kanton Roye.

## Geographie
Die Gemeinde in der Landschaft Santerre liegt rund sechs Kilometer südwestlich von Roye an der Départementsstraße D930 nach Montdidier. Der Ortsteil Dancourt liegt nördlich, Popincourt südlich der Straße. Durch das Gemeindegebiet verläuft die abgebaute Bahntrasse von Roye nach Montdidier. An der Bahntrasse stehen mehrere Silos.

## Geschichte
Die Gemeinde erhielt als Auszeichnung das Croix de guerre 1914–1918.

## Einwohner
| 1962 | 1968 | 1975 | 1982 | 1990 | 1999 | 2006 | 2010 |
| ---- | ---- | ---- | ---- | ---- | ---- | ---- | ---- |
| 119  | 119  | 151  | 127  | 136  | 128  | 144  | 143  |

## Verwaltung
Bürgermeister (maire) ist seit 2001 Marie-José Dreue.  